# Candisari (Mranggen)
Candisari is een bestuurslaag in het regentschap Demak van de provincie Midden-Java, Indonesië. Candisari telt 4264 inwoners (volkstelling 2010).